# Falck
Falck A/S er en dansk redningskoncern stiftet den 3. oktober 1906 af Sophus Falck under navnet Redningskorpset for København og Frederiksberg A/S, og har efterfølgende eksisteret under navnene De Danske Redningskorps (ofte kaldt Falck-Zonen), Falcks Redningskorps og Group 4 Falck.
Falck A/S har i dag hovedkontor i Falck Center Copenhagen, Sydhavnsgade 18 i København. Falck-bestyrelsen udnævnte i maj 2017 Jakob Riis som ny direktør efter fratrædelsen af Allan Søgaard Larsen.

## Historie
Den 1. januar 1963 opkøbte Falck aktierne i konkurrenten Zone-Redningskorpset. Officielt blev de to redningskorps fusioneret til "Falck-Zonen", men i virkeligheden overtog Falck Zone-Redningskorpset. I 1977 blev navnet forkortet til blot "Falck".
Indtil 1988 var virksomheden ejet af Sophus Falcks efterkommere, men blev i april 1988 solgt til forsikringsselskabet Baltica. Fem år senere 1993 udvidede man aktiviteterne til også at omfatte vagt og sikring ved købet af ISS Securitas, der så skiftede navn til Falck Securitas. Dette blev startskuddet til en international ekspansion, hvor Falck opkøbte vagt- og sikringsvirksomheder i en række lande og efterhånden udviklede sig til at blive en af verdens største aktører på sikkerhedsmarkedet.
I 1995 blev koncernen noteret på Københavns Fondsbørs. I 2000 fusionerede Falck med den internationale sikringskoncern Group 4, og den nye koncern fik navnet Group 4 Falck. I 2003 gennemførtes en ny fusion, denne gang med engelske Securicor, og den nye koncern, Group 4 Securicor, blev verdens næststørste aktør på sikringsmarkedet, kun overgået af svenske Securitas.
Ved den seneste fusion, blev det besluttet, at koncernen skulle opdeles i to selvstændige dele: En sikringskoncern (Group 4 Securicor) og en redningskoncern (Falck). Så i juli 2004 blev redningskoncernen noteret på Københavns Fondsbørs under navnet Falck A/S. Allerede i november 2004 blev Falck A/S imidlertid overtaget af kapitalfonden Nordic Capital i samarbejde med ATP Private Equity, og i 2005 blev Falck-aktien endeligt afnoteret.
Nordic Capital solgte sine aktier i 2011, og hovedaktionærerne er hefter Lundbeckfonden og KIRKBI. I dag ejes virksomheden af et konsortium bestående af Lundbeckfonden (59,15%), KIRKBI (Lego) (28,59%) og TryghedsGruppen smba (11,94%) samt div. (0,32%).
I dag har Falck A/S ca. 32.000 (2018) medarbejdere fordelt på 31 lande i fem verdensdele.

### Biossagen (også kendt somFalck-sagen)
I slutningen af januar 2019 offentliggjordes Konkurrencerådets afgørelse om, at Falck misbrugte sin dominerende stilling med en fastlagt strategi til at ekskludere konkurrenten BIOS Ambulance Services Danmark i forbindelse med ambulancedriften i Region Syddanmark i 2014. Det skete blandt andet ved tilsværtning og betalt negativt spin i både presse og på sociale medier. Falck meldte ud at de ikke vil anke Konkurrencerådets afgørelse i sag om brud på konkurrenceloven, og der forberedes
en politianmeldelse mod selskabet.

13. december blev Falck i Københavns Byret idømt en rekordstor bøde på 30 millioner kroner for at have brudt konkurrenceloven i sagen om ambulancefirmaet Bios.

## Forretningsområder
Virksomheden har fire hovedforretningsområder: Ambulance, Assistance, Healthcare og Portfolio Businesses. De to førstnævnte er de ældste og mest kendte. De to sidstnævnte er forholdsvist nye og er opståede i forlængelse af aktiviteterne indenfor de ældste aktiviteter.

### Ambulance
Forretningsområdet Ambulance omfatter ambulancekørsel og ikke-akut patientbefordring. Det er gennem dette område Falcks varemærke formentlig bedst kendes i Danmark, men gennem de senere år også i udlandet.
Falck driver ambulancekørsel for Danmarks regioner og har kontrakt i 14 ud af landets 20 delområder (2019, inkl. det Falck-ejede Responce). Derudover driver Falck ambulancetjeneste og patienttransport i bl.a. USA, Colombia, England, Tyskland, Spanien og Sverige.
Set i lyset af, at man for ambulancetjenesten i Danmark har indtaget en "dominerende stilling" har dette gennem årene givet anledning til en del kritik. Men omvendt giver det også adgang til en række stordriftsfordele i form af en række opgaver, som de små konkurrenter ikke kan løfte alene. Et klart eksempel herpå er uddannelsen til redder, der er gennemgået af stort set samtlige ambulancefolk i landet.
Efter licitationer i 2008, besluttede regionsrådene i Region Midtjylland og Region Sjælland, at tildele store dele af ambulancekørslen i regionerne fra efteråret 2009 til andre end Falck. Svenske Samariten Ambulans AB blev således valgt til at overtage ambulancekørslen i størstedelen af Region Sjælland og dele af Region Midtjylland, mens danske Responce fik kontrakt på ambulancekørsel i Horsens-området. I december 2008 og januar 2009 viste det sig imidlertid, at Samariten ikke havde økonomi til at overtage ambulancekørslen i de vundne områder. I Region Midtjylland gik Samaritens områder videre til Falck, der havde afgivet det næstbedste bud. I Region Sjælland blev der gennemført et nyt udbud, hvor Falck i 2009 genvandt al ambulancekørsel med undtagelse af kørslen i kommunerne Greve, Køge og Solrød, der overtages af Roskilde Brandvæsen. I Region Hovedstaden fik Falck udvidet sit område, og Falcks markedsandel var dermed efter de omfattende udbudsrunder stort set uændret.
Idag er Falcks markedsandel på ambulancekørsel skrumpet betragtelig ind ifht. deres velmagtsdage.
Region Midtjylland har hjemtaget 60 % af ambulancedriften, og levnet 40 % til Falck, hovedsageligt i Vestjylland, mens regionen selv driver ambulancerne i de store byer østpå.[kilde mangler]
I Region Nordjylland har Falck pr. 1. april 2022 mistet al ambulancekørsel til regionen og finsk/danske PreMed A/S.
Her har regionen hjemtaget - dvs. at regionen selv drifter - ambulancer og sygetransport i delområderne Vendsyssel og Aalborg, mens Thy/Mors og Himmerland drives af nystiftede PreMed A/S.[kilde mangler]

### Assistance
Forretningsområdet Assistance omfatter forskellige former for autohjælp og assistance i denne forbindelse. Dette foregår typisk gennem abonnementsordninger. En række bilfabrikanter har valgt at indgå mobilitetsserviceaftaler med Falck om at tilbyde deres kunder gratis hjælp i tilfælde af nedbrud, såfremt serviceeftersynene overholdes. Ud over Danmark, yder Falck også autohjælp i bl.a. Norge, Sverige, Finland og de baltiske lande.
I forlængelse af beredskabsaktiviteterne tilbydes kurser i brandslukning og førstehjælp, samt salg og service af udstyr til samme.
Gennem et samarbejde med Dyrenes beskyttelse drives en dyreambulancetjeneste, der foretager redning, indfangning og/eller førstehjælp til såvel større som mindre dyr. I særligt udsatte tilfælde kan man foretage transport til dyrlæge.
Desuden driver man brandtjenesten for en række kommunale beredskaber over hele Danmark.

### Healthcare
Forretningsområdet Healthcare har eksisteret siden 2005, og har i dag vokset sig til en af Skandinaviens største leverandører af sundhedsordninger. Forebyggelsesarbejdet sker primært gennem pensions- og forsikringsselskaber og private arbejdspladser.
Falck Healthcare tilbyder rådgivning såvel som fysiologiske og psykologiske behandlinger.

### Portfolio Businesses
Dette forretningsområde består af Industrial Fire Services, der yder brandbeskyttelse og -bekæmpelse til højrisiko-industrier, og Global Assistance, der yder sundheds- og sikkerhedshjælp til rejsende. Begge områder opererer internationalt.

## Koncernledelsen og bestyrelsen
Koncernledelsen (Executive Management) består af 7 personer med koncernchef Jakob Riis i spidsen.
Bestyrelsen består af 9 medlemmer med Peter Schütze som formand og Lene Skole som næstformand. Derudover består bestyrelsen af Dorthe Mikkelsen, Lars Frederiksen, Søren Thorup Sørensen og Niels Smedegaard samt de medarbejdervalgte medlemmer Allan Rensgaard, Vagn Flink Møller Pedersen og Henrik Villsen Andersen.

## Fremtid
I mange år har man betragtet ambulancekørslen for Danmarks amter (1970-2006) som en opgave, der udførtes pro bono til gavn for almenvellet. Men i takt med, at amterne gennem årene har gennemført lukninger af mindre sygehuse har det betydet stigende kørselsaktivitet.
Ligeledes har Falck og de kommunale ambulancetjenester været nødsaget til at gennemføre opgraderinger af ambulancemandskabets kundskaber i takt med, at politikerne gennem lovgivningen har krævet dette. Sammenholdt med udvidelse af det præhospitale beredskab mange steder i form af akutbiler og lægeambulancer har dette betydet stadigt stigende udgifter.
Når Falck gennem standardiserede aftaler modtager fast betaling uanset kørselsaktiviteten er indtjeningen på dette område svundet ganske meget ind. Dette vil man forsøge afhjælpe ved at kræve større betalingsvillighed fra de nye regioner. Pengene skal dels finansiere fremtidens ambulancetjeneste, men også sikre koncernen en generelt bedre indtjening.
Med hensyn til udlandet har man i bl.a. Østeuropa vundet store og givtige kontrakter på ambulancekørsel. Falcks indtog i disse lande har mange steder givet et særdeles mærkbart kvalitetsløft i og med, at mange ambulancer bemandes med sygeplejersker eller ligefrem læger – et fænomen, der tidligere var ret ukendt. Disse kontrakter har givet virksomheden "blod på tanden" til at prøve nye områder i f.eks. Vesteuropa.
Efter at have købt op i USA og Sydamerika, kastede Falck sig over det tyske marked ved at købe alle aktiviteter i landets største ambulanceselskab G.A.R.D. Den 8 April 2015 købte Falck Responce. Responce A/S er et dansk aktieselskab stiftet i 2007.
Falck driver i dag primært ambulancetjeneste i USA, Sydamerika (primært Colombia), Tyskland, Spanien, England, Sverige, Slovakiet & Tjekkiet.